# Темноріг каролінський
{{#ifeq:0|0|{{#if:|{{#if:Phaeoceroscarolinianus|[[]}}|}}}}
Темноріг каролінський (Phaeoceros carolinianus) — космополітичний вид роду Темноріг (Phaeoceros). Часто можна побачити поблизу струмків або вологих місць.